# Sigismond Damm
Sigismond Damm connut aussi sous le nom de Mouchou Damm, né le 5 juin 1905 à Lviv et mort le 30 novembre 1944 à Gaggenau, est un résistant français du réseau Alliance exécuté sommairement par les Allemands pendant la Seconde Guerre mondiale.

## Biographie
Sigismond Damm, surnommé « Mouchou », obtient son diplôme d'ingénieur électricien à l'Institut National Polytechnique de Grenoble.
Pendant la Seconde Guerre mondiale, il adhère, avec son épouse Nelly, sous le pseudonyme « Griffon », au réseau Alliance dans le secteur de Toulouse,. Il est adjoint au chef de secteur,.
Avec son épouse (nom de code « Vigogne » ), ils hébergent des agents clandestins en mission, entre autres, Marie Madeleine Fourcade, la cheffe du réseau Alliance quand elle est dans son secteur d'activité. Il participe à des actions de renseignement.
Le 22 janvier 1943, son nom figure sur une liste de 32 membres du réseau Alliance accusés de trahison.
Le 30 janvier 1943, il est arrêté par les Allemands. Il n'est pas jugé, mais classé Nacht und Nebel (NN) et interné au camp de Gaggenau,. 
Le 29 novembre 1944, il est informé qu'il quitte le camp le lendemain. 
Le 30 novembre, il est emmené avec son fils adoptif Arnold Gartner et d'autres membres du réseau Alliance (Pierre Audevie, Joseph Bordes, Jean-Henri Durand, Robert Gontier, André Joriot, Martin Sabarots, André Soussotte) dans une forêt, près de Gaggenau où ils sont abattus sommairement,.
Après la guerre, grâce aux indications de l'abbé Hett qui fut leur compagnon de détention, leurs corps sont découverts dans un charnier sur le lieu de leur exécution. Le corps de Sigismond Damm est exhumé et transféré à Strasbourg où il est identifié formellement. Il est inhumé au cimetière du camp de concentration de Natzweiler-Struthof,,,.

## Reconnaissance
- Son nom figure sur la plaque commémorative de l'Institut polytechnique de Grenoble[3].

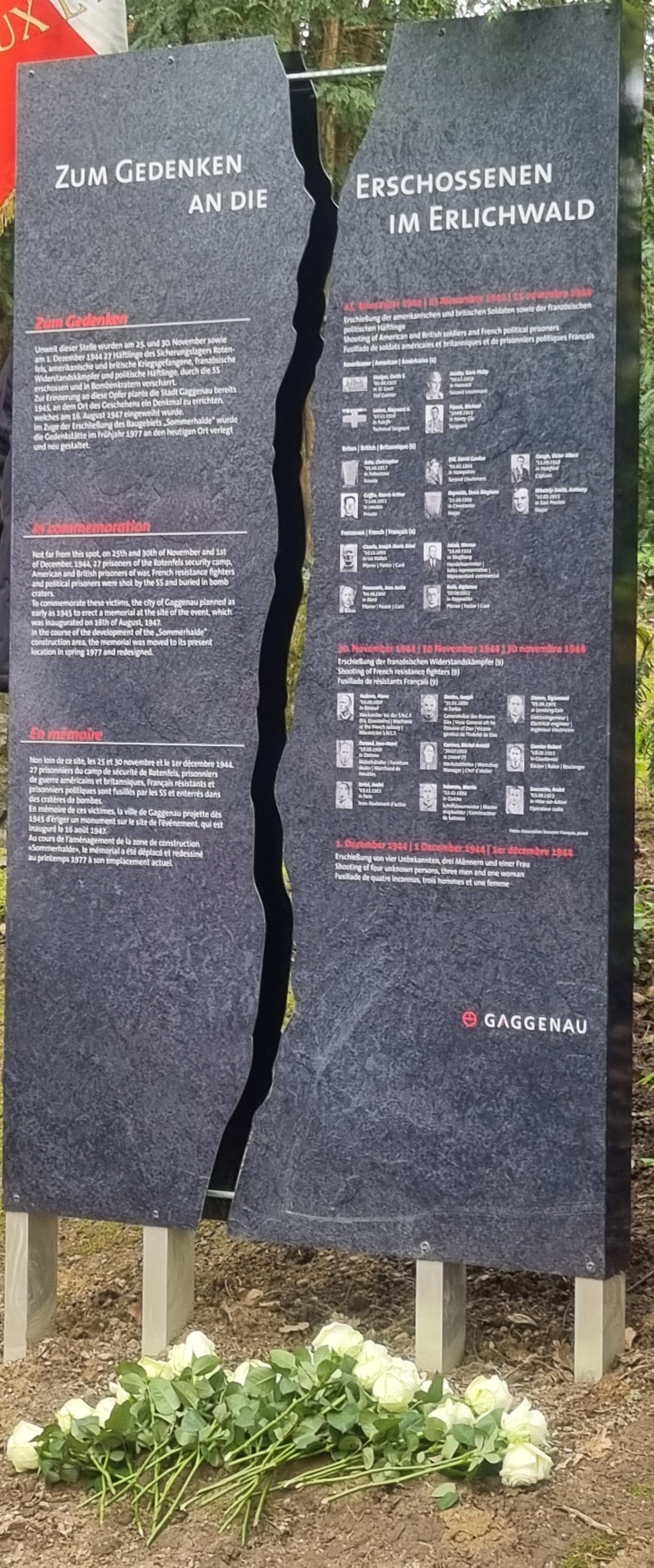
Stèle inaugurée le 30/04/2023 à Gaggenau.

- Stèle inaugurée le 30 avril 2023 à Gaggenau.À Gaggenau, son nom et sa photos figurent sur la stèle commémorative inaugurée, le 30 avril 2023, par la municipalité.

## Distinctions
- Le 5 janvier 1988, il est déclaré «  Mort pour la France  »et « Mort en déportation »[3],[6],[7],[8],[5].